# 玉井清弘
玉井 清弘（たまい きよひろ、1940年7月21日 - ）は、日本の歌人。歌誌「音」選者・編集運営委員会。香川県高松市在住。令和6年6月3日現在。

## 経歴
愛媛県西条市生まれ。國學院大学文学部日本文学科卒業。元香川県立高等学校教諭。
1965年、窪田章一郎の「まひる野」に入会。1982年、武川忠一の「音」に参加。四国を拠点とし、自らの住む所を詠み続ける地方歌人の代表的存在である。四国新聞、愛媛新聞、朝日新聞四国版の歌壇選者。

## 受賞歴
- 1966年 - 「青年期」で「まひる野賞」を受賞
- 1987年 - 歌集『風筝』で「第37回芸術選奨文部大臣新人賞」を受賞[1]
- 1999年 - 歌集『清漣』で「第26回日本歌人クラブ賞」を受賞[1]
- 2002年 - 歌集『六白』で「第2回山本健吉文学賞」および「第2回短歌四季大賞」を受賞[2]
- 2006年 - 香川県表彰 「文化功労者」[1]
- 2014年 - 歌集『屋嶋』で「第29回詩歌文学館賞」[3]および「第48回迢空賞」[4]を受賞
- 2014年 - 文部科学大臣表彰 「地域文化功労者」[5]
- 2016年 - 「四国新聞文化賞」を受賞[6]
- 2024年 - 歌集『山水』で「第35回齋藤茂吉短歌文学賞」を受賞[7]

## 著書
- 歌集『久露（きゅうろ）』角川書店 1976 (新鋭歌人叢書)
- 歌集『風筝（ふうそう）』雁書館 1986 (音叢書)
- 『鑑賞・現代短歌 8 上田三四二』本阿弥書店 1993
- 歌集『麴塵（きくじん）』雁書館 1993 (音叢書)
- 『歌集 玉井清弘』砂子屋書房 1995 (現代短歌文庫)
- 歌集『清漣（せいれん）』砂子屋書房 1998
- 歌集『六白（ろっぱく）』ながらみ書房 2001 (音叢書)
- 歌集『谷風（こくふう）』短歌研究社 2004 (音叢書)
- 『時計回りの遊行 歌人のゆく四国遍路』本阿弥書店 2007
- 歌集『天籟（てんらい）』短歌研究社 2007 (音叢書)
- 歌集『屋嶋（やしま）』角川書店 2013 (音叢書)
- 歌集『谿泉（けいせん）』角川文化振興財団 2018 (音叢書)
- 歌集『山水（さんすい）』短歌研究社 2023（音叢書）